# 中山道加納宿まちづくり交流センター
中山道加納宿まちづくり交流センター（なかせんどうかのうじゅくまちづくりセンター）は、岐阜県岐阜市加納本町にある公共施設。

## 概要
- 中山道加納宿の歴史及び文化の紹介、まちづくり活動の場を目的とした施設である。旧・加納町役場跡地に2020年（令和2年）10月14日開館。
- 加納宿、中山道の歴史及び文化、加納地区で生産されている岐阜和傘、加納城のジオラマなどが展示されている。また、観光客の休憩スペースともなっている。

## 施設
- ロビー
- 展示コーナー
- 会議室（予約制・有料）

## 利用案内
- 住所：岐阜県岐阜市加納本町1丁目16-1
- 開館時間：9:00～17:00
- 休館日：月曜日（月曜日が祝日の場合、翌日以降の最初の祝日ではない日）、年末年始（12月29日から1月3日）

※トイレの利用時間は7:00～17:00。また、月曜日も利用可能。

## 交通アクセス
- JR東海道本線・高山本線岐阜駅下車、徒歩約15分。
- 名鉄名古屋本線・各務原線名鉄岐阜駅下車、徒歩約15分。
- 名鉄名古屋本線加納駅下車、徒歩約6分。
- 名鉄名古屋本線茶所駅下車、徒歩約6分。
- 岐阜バス 「加納附属小学校前」より徒歩約2分

岐阜駅（JR岐阜駅バスターミナル）より、岐南町線【E16】「岐南町三宅」行、松籟加納線【E18】「下川手」行、【E15】岐南営業所（名鉄岐南駅東経由）行、【E17】岐南営業所（東川手経由）行、尾崎団地線【W18】「下川手」行、北方河渡線【E17】「下川手」行。

## 周辺施設
- 中山道加納宿
- 本陣跡
- 脇本陣跡
- 加納城
  - 加納城大手門跡
- 岐阜大学教育学部附属小中学校
- 岐阜県立岐阜聾学校
- 岐阜市立加納小学校
- 岐阜信用金庫加納支店
- 加納駅